# Ezio Biondi
Ezio Biondi (Modena, 26 dicembre 1914 – Bologna, 15 aprile 1941) è stato un militare e aviatore italiano, decorato di Medaglia d'oro al valor militare a vivente nel corso della guerra civile spagnola.

## Biografia
Nacque a Modena il 26 dicembre 1914. Conseguito il brevetto di pilota civile di 2º grado, fu chiamato a prestare servizio militare di leva nella Regia Aeronautica. Nominato sergente pilota venne inviato a frequentare la Scuola di pilotaggio militare di Aviano nel luglio 1935 e per velivoli da bombardamento nell’ottobre del 1936. Promosso sergente maggiore nel novembre 1937, fu inviato a combattere nella guerra di Spagna nel marzo 1938, assegnato alla 280ª Squadriglia bombardamento veloce del XXIX gruppo equipaggiata con i velivoli Savoia-Marchetti S.79 Sparviero. Durante la missione Oltre Mare Spagna (O.M.S.) eseguì 96 missioni di guerra e 170 ore di volo. Rimasto ferito in combattimento nel cielo di Lerida il 4 gennaio 1939, per il coraggio dimostrato in questa missione fu insignito della medaglia d'oro al valor militare a vivente. Rimpatriato venne assegnato nell'agosto dello stesso anno, dopo una lunga licenza di convalescenza,  al 36º Stormo Bombardamento Terrestre. Il 1 dicembre 1939 venne promosso maresciallo pilota di terza classe. Durante il corso della seconda guerra mondiale prese parte alle operazioni belliche nel cielo della Francia e del Mar Mediterraneo. Decedette per incidente di volo a Bologna il 15 aprile 1941.

### Fonti
1. 1 2 3 4 5 6 7  Combattenti Liberazione.
2. 1 2  Gruppo Medaglie d'Oro al Valor Militare 1965, p. 355.
3. 1 2  Ufficio Storico dell'Aeronautica Militare 1969, p. 68.
4. ↑  Mattioli 2018, p. 16.
5. ↑  Medaglie d'oro al valor militare sul sito della Presidenza della Repubblica